# Nerw nosowo-rzęskowy
Nerw nosowo-rzęskowy (łac. nervus nasociliaris) – w anatomii człowieka nerw będący najbardziej przyśrodkową gałęzią nerwu ocznego.

## Przebieg
Nerw nosowo-rzęskowy to jedyna gałąź nerwu ocznego, która wchodząc do oczodołu przez szczelinę oczodołową górną przechodzi przez pierścień ścięgnisty wspólny. Po przejściu przez niego kieruje się do przodu i przyśrodkowo biegnąc z początku między nerwem wzrokowym a mięśniem prostym górnym a następnie między mięśniem prostym bocznym a mięśniem skośnym górnym. Jego przedłużeniem jest jego gałąź końcowa – nerw podbloczkowy.

## Gałęzie
Ze względu na to, że nerw nosowo-rzęskowy zaopatruje jamę nosową i oczodół, dokonuje się podziału jego gałęzi na część nosową i część rzęskową:
- Część rzęskowa (pars ciliaris)
  - Gałąź łącząca ze zwojem rzęskowym (ramus communicans cum ganglio ciliari),  nazywana też korzeniem czuciowym lub korzeniem długim zwoju rzęskowego. Zazwyczaj oddziela się już w ścianie zatoki jamistej. Prowadzi włókna czuciowe ze zwoju rzęskowego.
  - Nerwy rzęskowe długie – jeden albo dwa, odchodzą od nerwu nosowo-rzęskowego w miejscu jego skrzyżowania z nerwem wzrokowym i biegną do gałki ocznej wzdłuż jego przyśrodkowej ściany. Zaopatrują rogówkę, twardówkę, tęczówkę, ciało rzęskowe i naczyniówkę oka.
- Część nosowa (pars nasalis)
  - Nerw sitowy tylny
  - Nerw sitowy przedni
  - Nerw podbloczkowy[1]